# Vila (genre)
Pour les articles homonymes, voir Vila.
Genre
Vila est un genre de lépidoptères (papillons) de la famille des Nymphalidae et de la sous-famille des Biblidinae, qui résident en Amérique du Sud.

## Dénomination
Le genre a été décrit par William Forsell Kirby en 1871.
Synonymes : Olina Doubleday, [1848]; Neptis Hübner, [1819].

## Liste des espèces
- Vila azeca (Doubleday, [1848]); présent en Colombie, en Équateur, en Bolivie, au Pérou et au Brésil.
- Vila emilia (Cramer, [1779]); présent au Venezuela, en Colombie, en Équateur, au Pérou, au Brésil, au Surinam, en Guyana et en Guyane.
- Vila eueidiformis Joicey & Talbot, 1918; présent au Brésil[1].